# Classe Takao
La classe Takao a été la quatrième classe de croiseurs lourds de la Marine impériale japonaise, construite d'avril 1927 à juin 1932, dans les arsenaux de Yokosuka et Kure, et les chantiers navals de Nagasaki et de Kobe, et la dernière conçue sous l'égide des traités de limitation des armements navals. Les croiseurs qui l'ont constituée ont donc été, selon la pratique japonaise habituelle, plus puissamment armés que leurs prédécesseurs, et n'ont donc, pas plus qu'eux, respecté la limite maximale de déplacement de 10 000 tonnes, imposée par le traité de Washington de 1922.
Les quatre unités de cette classe, portant divers noms de montagnes, ont servi durant la guerre du Pacifique et après avoir été des acteurs reconnus des batailles autour de Guadalcanal notamment, ils ont connu une fin de carrière tragique, tous détruits ou mis définitivement hors de combat en deux jours, les 23 et 25 octobre 1944, pendant la bataille du golfe de Leyte.

## Conception et caractéristiques

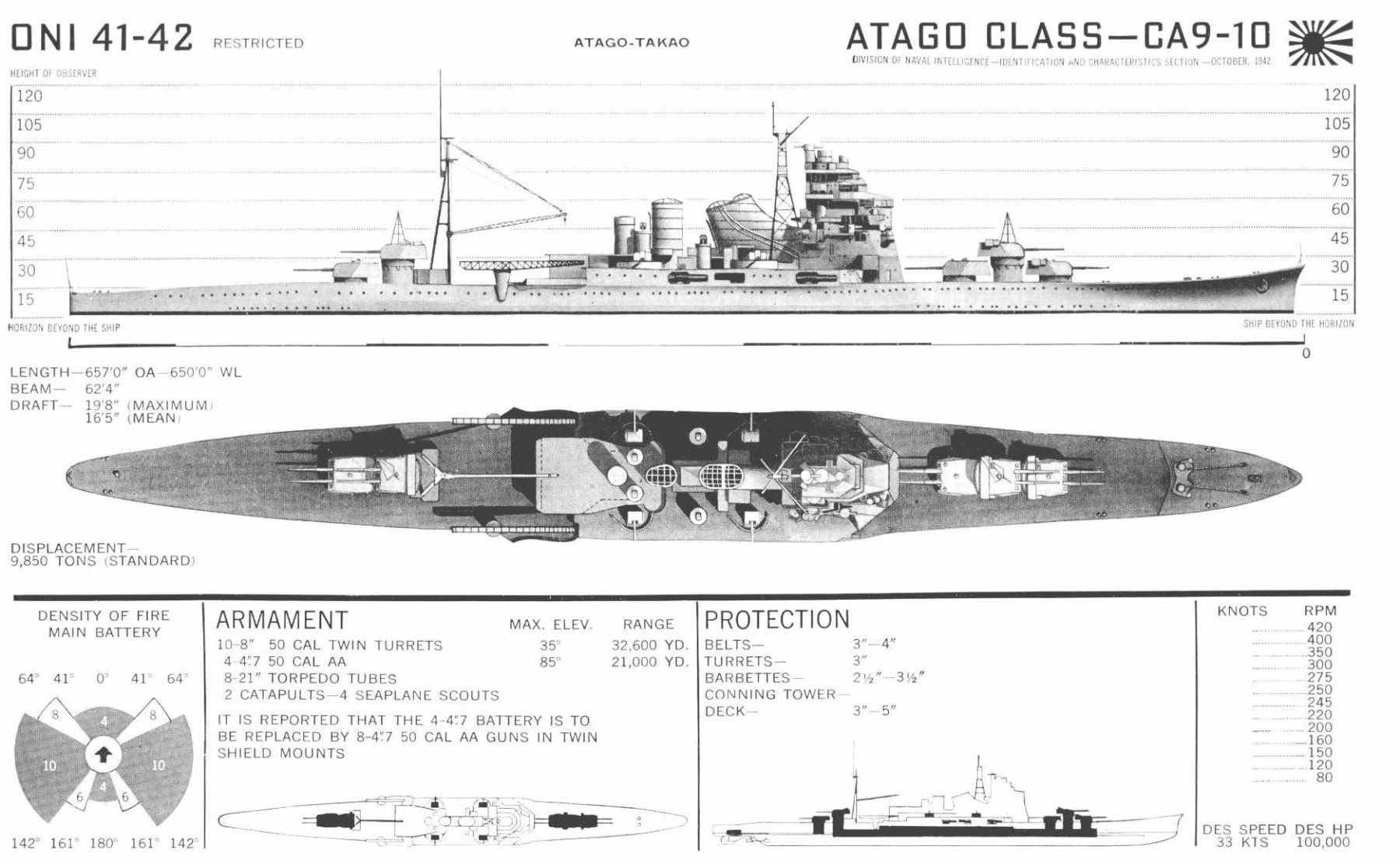
Dessin pour la reconnaissance de la classe Takao à sa mise en service

Cette classe était une évolution de la classe Myōkō précédente, dont elle avait à peu près les mêmes lignes de coque (longueur identique : 203,7 m, maître-bau : 18,03 m au lieu de 17,34 m, tirant d'eau : 6,11 m au lieu de 5,90 m), d'où un déplacement légèrement supérieur en pleine charge, de l'ordre de 500 tonnes, mais avec un déplacement standard de 11 350 tonnes,, mais déclaré (et sous-évalué) de 9 850 tonnes.
L'armement principal restait de cinq tourelles doubles de 203 mm, avec la même disposition que la classe Myōkō, c'est-à-dire dont la tourelle no 2 était superposée et la tourelle no 3 avait des arcs de tir réduits. Les canons ont été, pour la première fois dès l'origine, du type Canon de 20 cm/50 Type 3, qui permettaient de tirer un obus de 125 kg à 29 400 m, à l'élévation de 45°, avec une vitesse initiale de 840 m/s, à la cadence de 3-4 coups par minute. Les tourelles étaient du type E, dont la caractéristique spécifique était d'avoir une élévation maximale de 70°, inspirée de celle des tourelles des croiseurs britanniques de la classe County, et donc censée permettre une utilisation contre-avions. La vitesse d'élévation était de 12°/s, et celle de rotation de 6°/s. Mais en pratique, comme le chargement s'effectuait à 5°, la cadence de tir diminuait avec l'élévation du tir, n'étant que de 3 coups par minute à l'élévation de 55° et de 2 coups par minute à 70°. Il se révéla difficile de les utiliser à plus de 55°, de sorte que le Maya, le dernier croiseur de la classe à être mis sur cale, fut doté de tourelles de type dit E1, qui étaient équipées d'un double système de levage des obus et des charges comme les tourelles E, mais dont l'élévation était limitée à 55°.
L'artillerie secondaire d'origine était celle de 120 mm, à double usage, mais en quatre affûts simples comme sur la classe Aoba, compte tenu de la capacité escomptée de l'artillerie principale d'être à usage anti-aérien à longue distance, et la Défense Contre Avions rapprochée comportait un affût double et deux affûts simples Vickers de 40 mm, et 4 mitrailleuses Vickers de 13,2 mm. L'armement lance-torpilles comportait d'origine quatre plateformes doubles et les installations d'aviation, une grue et deux catapultes latérales à l'arrière de la superstructure, permettaient de mettre en œuvre trois hydravions, un Aichi E13A “Jake” et deux Mitsubishi F1M “Pete”.
La protection était un peu améliorée avec une ceinture atteignant 5 pouces (127 mm) à hauteur des soutes à munitions. La propulsion, similaire à celle de la classe Myōkō, développait une puissance très légèrement supérieure et assurait sensiblement la même vitesse, compte tenu de la similitude des dimensions de coque,. Les installations du bloc passerelle étaient agrandies pour permettre l'accueil d'états-majors de commandants d'escadre ou de flotte, dans une structure de forme vaguement pyramidale, mais cela conduisait à une augmentation de poids dans les hauts qui aboutit à ne plus avoir de structures aussi imposantes pour la classe suivante Mogami.

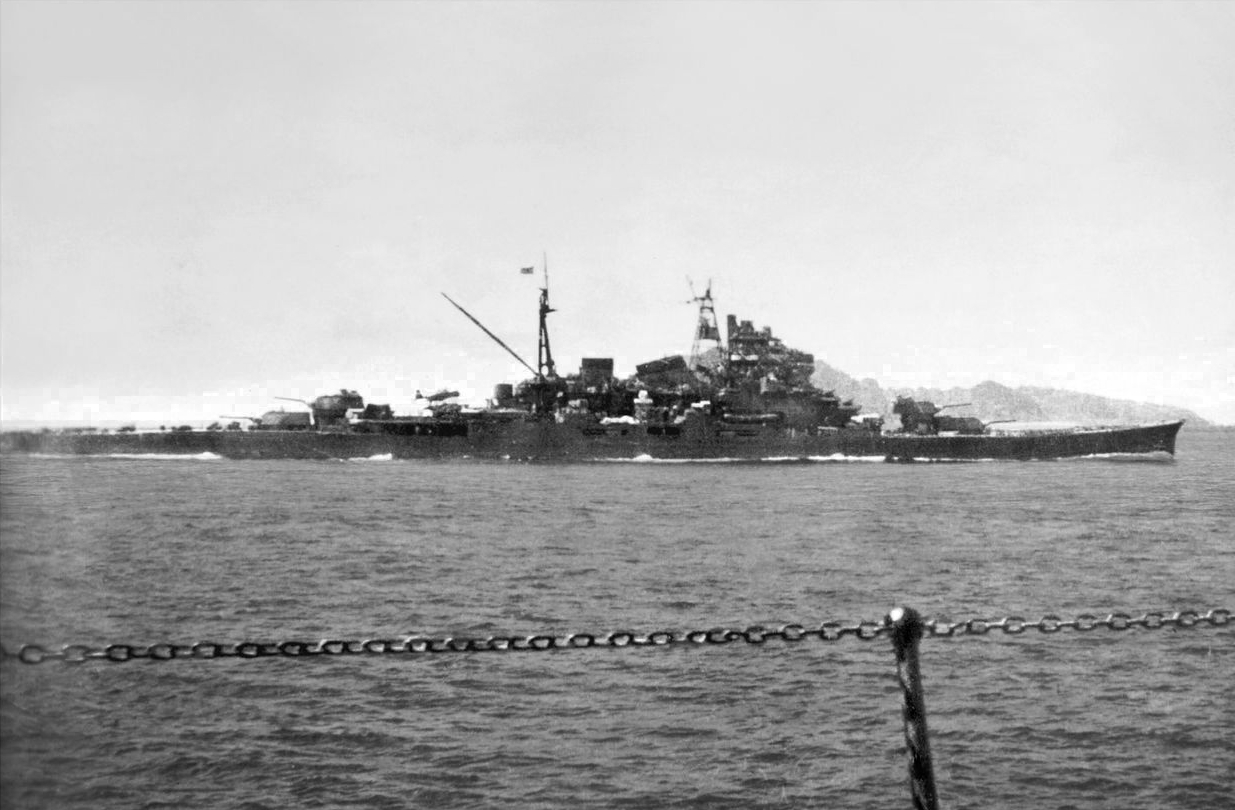
Le Maya en 1944, avec deux tourelles de 127 mm à la place de la troisième tourelle d'artillerie principale

À partir de 1936, les Takao et Atago ont bénéficié de refontes, qui ont eu principalement pour effet de substituer à l'artillerie secondaire de 120 mm, des pièces doubles de 127 mm Type 89,. La cadence de tir était dès lors de 8 coups par minute, mais pouvait atteindre 14 coups par minute dans des séquences courtes. L'élévation maximale était de 85-90°, la vitesse d'élévation était de 12°/s, la vitesse de rotation de 7°/s. Ces caractéristiques en faisaient un armement anti-aérien apprécié, mais la vitesse initiale relativement faible de 700 à 725 m/s entrainait une portée maximale de seulement 14 800 mètres en tir anti-navire, à l'élévation de 45°, ou un plafond de 9 400 mètres en tir anti-aérien à l'élévation de 75°.
En 1939-1940, leur grand mât a été déplacé vers l'arrière, pour améliorer l'efficacité des antennes radio. Le nombre des tubes lance-torpilles fut doublé avec le replacement des plates-formes doubles par des plates-formes quadruples toujours pour des torpilles Longues Lances de 610 mm de diamètre. Mais leur installation sur le pont principal apparut, comme l'avait craint le baron Hiraga, comme une source de fragilité, en cas d'impact sur ces équipements hautement dangereux avec leur utilisation de l'oxygène pur au lieu de l'air comprimé, ce qui s'est vérifié au cours de la bataille au large de Samar, sur le Chōkai, comme sur les Suzuya et Chikuma.
Comme le Chokai, le Maya n'a pas connu une telle refonte, avant la guerre. Lorsqu'il fallut en fin 1943, réparer les dégâts subis par le Maya lors du bombardement de Rabaul, le 5 novembre 1943, sa tourelle no 3 de 203 mm, trop endommagée, fut démontée et remplacée par deux tourelles doubles de 127 mm Type 89. Son artillerie secondaire de 120 mm a aussi été remplacée par une batterie de 127 mm Type 89, ce qui fit que le Maya était alors doté de six et non de quatre tourelles doubles de ce calibre .
Comme, à partir de 1935, la Marine Impériale japonaise a fait le choix de construire comme matériel anti-aérien à courte portée du matériel Hotchkiss de 25 mm, sous licence, leur armement fut renforcé en ce domaine (sauf sur le Chokai, dans un premier temps), par de multiples canons antiaériens de 25 mm Type 96 automatiques au point d'en arriver à 60 tubes de ce calibre,.

## Les unités de la classe
| Nom    | Quille          | Lancement       | Armement     | Chantier naval                         | Fin de carrière                                                                       | Photo |
| ------ | --------------- | --------------- | ------------ | -------------------------------------- | ------------------------------------------------------------------------------------- | ----- |
| Takao  | 28 avril 1927   | 12 mai 1930     | 31 mai 1932  | Arsenal de Yokosuka Japon              | mis hors de combat le 23 octobre 1944 sabordé par les Britanniques le 27 octobre 1946 |       |
| Atago  | 28 avril 1927   | 16 juin 1930    | 30 mars 1932 | Arsenal de Kure Japon                  | torpillé le 23 octobre 1944 par le sous-marin USS Darter à l'ouest de Palawan         |       |
| Maya   | 4 décembre 1928 | 8 novembre 1930 | 30 juin 1932 | Chantiers Kawasaki de Kobe Japon       | torpillé le 23 octobre 1944 par le sous-marin USS Dace à l'ouest de Palawan           |       |
| Chōkai | 26 mars 1928    | 5 avril 1931    | 30 juin 1932 | Chantiers Mitsubishi de Nagasaki Japon | coulé le 25 octobre 1944 par les porte-avions de la VIIe Flotte U.S. (TG 77.4)        |       |

## Service
Les croiseurs de la classe Takao ont constitué la 4e Division de Croiseurs. Plusieurs amiraux japonais célèbres ont commandé ces croiseurs : en 1931, Boshiro Hosogaya a commandé le Chōkai, en 1933 Chūichi Nagumo a commandé le Takao, en 1934 Jisaburō Ozawa a commandé le Maya, et Gunichi Mikawa a commandé le Chōkai, en 1936 Takeo Takagi a commandé le Takao, et Aritomo Gotō a commandé l'Atago, puis en 1937, il a commandé le Chōkai. Les croiseurs de la 4e Division ont opéré, à partir de 1937, dans les eaux de Chine du nord et de Chine centrale, en 1938, dans les eaux de Chine du sud, en 1939, de nouveau dans les eaux de Chine du nord. En novembre 1939, le 'Chōkai devint le navire amiral de la 5e Flotte, puis fin novembre 1941, le navire amiral de la 1re Flotte Expéditionnaire du Sud, que commandait le vice-amiral Ozawa, au sein de la 2e Flotte du vice-amiral Kondō, qui avait sa marque sur l'Atago.

### Au cours de l'attaque générale japonaise de décembre 1941 à juin 1942
Au moment des attaques japonaises de décembre 1941, les croiseurs de la 4e Division ont participé à la couverture des opérations de débarquement en Malaisie, et ont recherché un moment l'escadre britannique constituée autour des HMS Prince of Wales et Repulse qui ont été coulés le 10 décembre en mer de Chine méridionale. À partir de la fin décembre, ils ont assuré la couverture éloignée des débarquements aux Philippines, puis celle du bombardement de Port-Darwin, menée par les porte-avions du vice-amiral Nagumo le 19 février 1942, enfin des débarquements dans les Indes orientales néerlandaises. Ils ont, à cette occasion, aux ordres du vice-amiral Kondō attaqué des transports quittant Java et coulé de petites unités isolées de l'ABDACOM. Début avril 1942, le Chōkai, sur lequel le vice-amiral Ozawa avait sa marque, a mené, avec des croiseurs de la classe Mogami, un raid dans le golfe du Bengale, contre le trafic commercial allié et coulé plus de vingt transports.
Après le raid sur Tokyo, l'Atago, le Takao, et le Maya, ont été lancés en vain à la recherche de l'escadre américaine qui l'avait mené, la Task Force 16, qui était commandée par le vice-amiral Halsey. Puis le Maya, et le Takao, ont fait partie des forces qui sont allées attaquer les îles Aléoutiennes, au moment de la bataille de Midway, et qui ont occupé les îles de Kiska et Attu. L'Atago, et le Chōkai ont, quant à eux, participé à la bataille de Midway au sein de la 2e Flotte du vice-amiral Kondō, dont la mission, couvrir le débarquement sur l'île de Midway, aura été annulée après l'issue catastrophique, pour la Marine Impériale japonaise, de la rencontre entre les grands porte-avions japonais et américains, le 4 juin 1942.

### Au large de Guadalcanal et dans la mer des Salomon

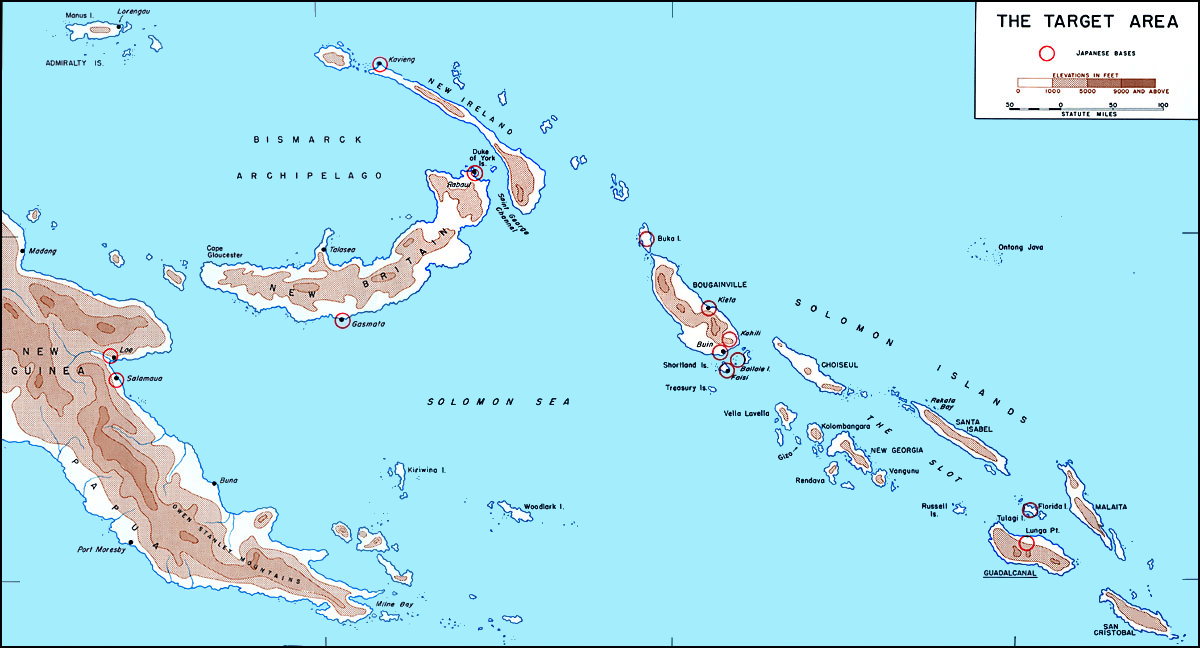
Carte de la région des Îles Salomon

Le 14 juillet, le Chōkai est devenu le navire amiral d'une nouvelle 8e Flotte, pour les Mers du Sud extérieures. Le 25 juillet, à Truk, a eu lieu la passation des consignes entre le vice-amiral Inoue, commandant de la 4e Flotte, qui avait eu la responsabilité de l'opération Mo, que la bataille de la mer de Corail a contribué à faire avorter, et le vice-amiral Mikawa, nommé à la tête de la nouvelle 8e Flotte, qui a ensuite gagné Rabaul, en Nouvelle-Bretagne, où son Q.G. a été installé. Le Chōkai est alors allé mouiller près de Kavieng, en Nouvelle-Irlande, où il a retrouvé les croiseurs des classes Furutaka et Aoba, qui composait la 6e Division de Croiseurs, aux ordres du contre-amiral Aritomo Gotō.
Les Japonais avaient débarqué, début mai, dans l'archipel des îles Salomon, dans le but de menacer les communications entre les îles Hawaï et l'Australie. Le 7 août, dès que les U.S. Marines eurent débarqué à Tulagi, sur l'île Florida, sous la protection de l'USS Wasp et à Guadalcanal sous la protection des USS Enterprise et Saratoga, les croiseurs de la 6e Division ont quitté Kavieng, accompagnés de deux croiseurs légers, de destroyers et du Chōkai, sur lequel le vice-amiral Mikawa a embarqué à Rabaul, avant de mettre le cap sur Guadalcanal. Ils ont été repérés à plusieurs reprises, mais ces renseignements n'ont pas été transmis à temps, ou n'ont pas été pris en considération, de sorte qu'à 1 h 30, le 9 août, les navires japonais ont pris complètement par surprise, au sud de l'île de Savo deux croiseurs lourds, l'un australien, l'autre américain, coulant le premier et endommageant très gravement le second, puis, au nord de Savo, trois croiseurs lourds américains qu'ils ont coulés. Seul le Chōkai a subi quelques dégâts notables, sur sa tourelle avant, qui lui ont valu une semaine de réparations à Rabaul.
À partir de la mi-août, les autres croiseurs de la 4e Division ont participé au sein de la 2e Flotte du vice-amiral Kondō, à la couverture éloignée des opérations de renforcement de Guadalcanal, à laquelle s'est jointe à plusieurs reprises, la 3e Flotte du vice-amiral Nagumo, constituée autour des derniers grands porte-avions ayant participé à l'attaque de Pearl Harbor, les Shōkaku et Zuikaku, ce qui a provoqué la bataille des Salomon orientales, les 24-25 août 1942, et la bataille des îles Santa Cruz, du 25 au 27 octobre 1942, avec les grands porte-avions de l'U.S.Navy, USS Saratoga, Enterprise et Hornet.
Le Chōkai, qui a assuré, de fin août à courant octobre, avec la 6e Division de Croiseurs, la couverture d'opérations de renforcement de Guadalcanal, n'a pas été présent à la bataille du cap Espérance, le 12 octobre. Mais deux jours plus tard, il a bombardé Henderson Field, de concert avec le Kinugasa. Le lendemain, ce sont le Maya, et le Myōkō, qui portait la marque du vice-amiral Takagi qui ont expédié plus de 900 obus sur les pistes de l'aérodrome tenu par les Marines. Le 3 novembre, le Maya et le Suzuya, ont été rattachés à la 8e Flotte, et ils ont donc rallié Rabaul.
Début novembre, la 2e Flotte a quitté Truk pour le mouillage de l'atoll d'Ontong Java, à un peu plus de 135 nautiques au nord des îles Salomon. Il s'agissait de couvrir un important convoi de plus 7 000 hommes partant des îlots Shortland pour les débarquer à Guadalcanal, après que l'Unité de Bombardement de la 2e Flotte, c'est-à-dire la 11e Division de cuirassés (Hiei et Kirishima), aux ordres du vice-amiral Abe, aurait bombardé Henderson Field. Mais dans la matinée du 12 novembre, la force du vice-amiral Abe a été repérée, et dans la nuit suivante, une bataille, aussi violente que confuse, au cours de laquelle les contre-amiraux Scott et Callaghan ont été tués et le vice-amiral Abe blessé, a abouti à la perte du cuirassé rapide Hiei, tandis que le bombardement et le débarquement prévus n'ont pas pu avoir lieu. Dans la soirée du 13 novembre, le vice-amiral Mikawa, sur le Chōkai, avec le Kinugasa, le Maya et le Suzuya, est arrivé devant Guadalcanal, et Henderson Field a reçu encore un millier d'obus, tirés par ces deux derniers croiseurs. Au retour de cette mission, le lendemain, le Kinugasa a été coulé par l'aviation embarquée de l'USS Enterprise et le Maya a été sérieusement endommagé par un Dauntless qui s'est abattu sur sa superstructure à bâbord.

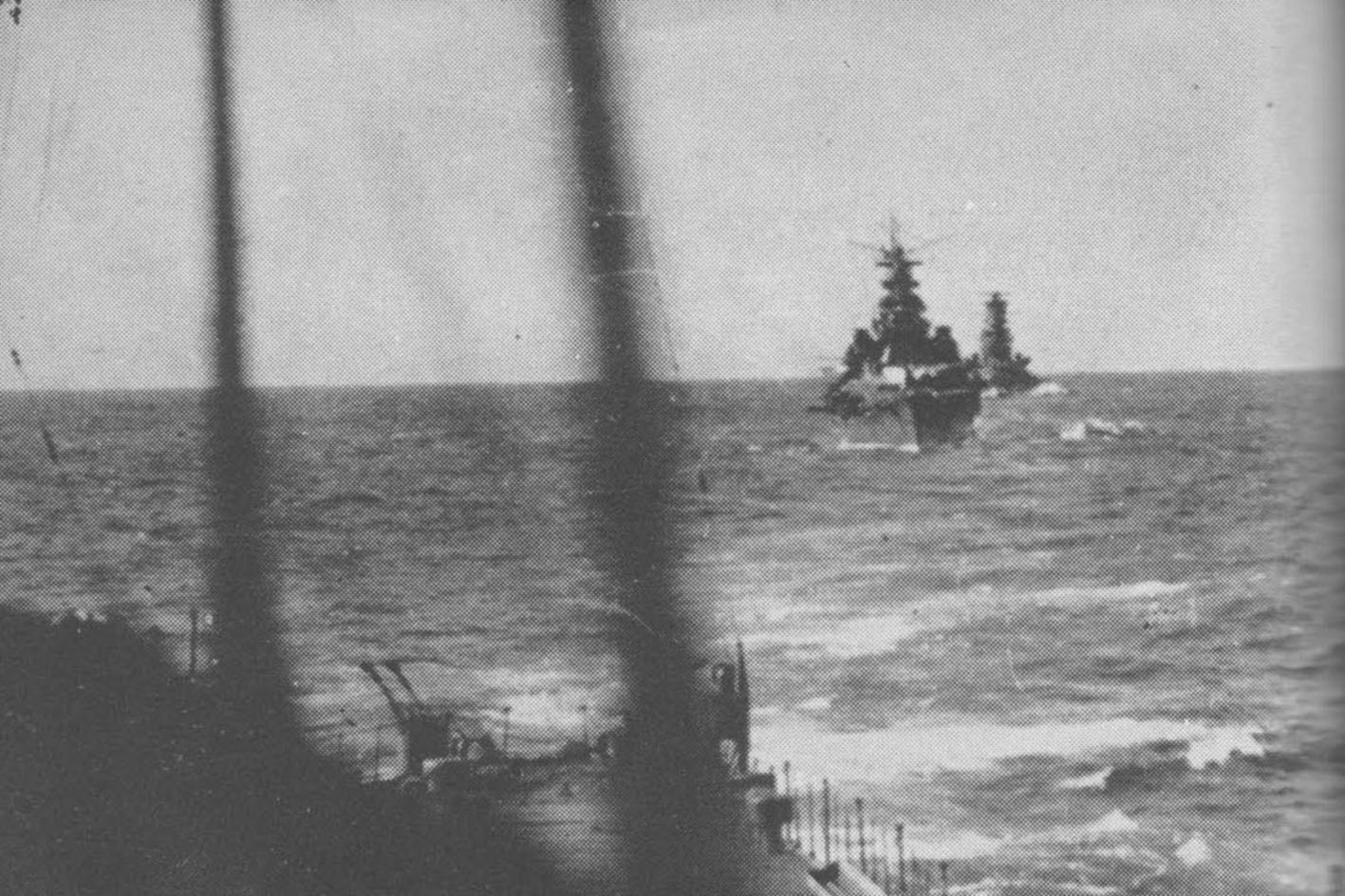
Le Takao et le Kirishima, dans le sillage de l'Atago, en route vers Guadalcanal, le 14 novembre

Le vice-amiral Kondō a alors reçu mission du Commandant-en-Chef de la Flotte Combinée, l'amiral Yamamoto, de mener à bien la mission confiée au vice-amiral Abe, relevé de son commandement. Il a aussitôt constitué une nouvelle Unité de Bombardement d'Urgence avec le Kirishima, l'Atago, sur lequel il avait sa marque, et le Takao. Partant d'Ontong Java, il a mis le cap, le 14 novembre, sur Guadalcanal. Mais du côté américain, une nouvelle Task Force 64 avait été constituée autour des deux cuirassés modernes USS Washington et South Dakota et de quatre destroyers, aux ordres du contre-amiral "Ching" Lee qui avait appareillé de Nouméa pour Guadalcanal, dans l'après-midi du 13 novembre. La rencontre entre les deux forces a eu lieu dans la nuit du 14 au 15 novembre, encore une fois à proximité de l'île de Savo, dans le « détroit au fond d'acier » (Ironbottom Sound). L'entrainement au combat de nuit des marins japonais et la supériorité de leurs torpilles Longues lances ont coûté aux Américains la perte de trois des quatre destroyers qu'ils avaient engagés. L'USS South Dakota s'est même trouvé un moment en difficulté, mais la maîtrise de la nouvelle technologie du radar acquise par les canonniers de l'USS Washington a été redoutablement efficace : le cuirassé rapide Kirishima a été envoyé par le fond, de neuf coups de 406 mm, tirés en sept minutes à 8 000 mètres, autant dire à bout portant. Le vice-amiral Kondō a immédiatement rompu le combat avec ses deux croiseurs lourds.
Que ce soit fin 1942-début 1943, pour les dernières opérations de renforcement de Guadalcanal, qui ont conduit à la bataille de Tassafaronga, puis pour les opérations d'évacuation de Guadalcanal, avec la bataille de l'île de Rennell, la Marine Impériale japonaise n'a plus engagé en première ligne de grands bâtiments, pas plus que pour les premiers combats, au cours de l'offensive américaine en 1943, sur les îles de Nouvelle-Géorgie ou de Vella Lavella, avec les batailles du golfe de Kula ou de Kolombangara, mais seulement des destroyers, parfois conduits par un croiseur léger, et de l'aviation. Pour autant, l'U.S.Navy y a perdu deux croiseurs lourds, un grand croiseur léger et a eu plusieurs croiseurs lourds endommagés.
Dans le Pacifique nord, il n'en a pas été de même. Réparé à Yokosuka en janvier 1943, après ses dommages reçus à la mi-novembre devant Guadalcanal, le Maya a rejoint la Force du Nord, c'est-à-dire la 5e Flotte, basée à Ōminato. Fin mars 1943, il a ainsi pris part à la bataille des îles du Commandeur, au large du Kamtchatka, après laquelle les Japonais ont cessé d'assurer le réapprovisionnement des garnisons de îles d'Attu et de Kiska, avec des navires de surface. En juillet, devenu navire amiral de la 5e Flotte, le Maya, avec le Nachi a couvert l'évacuation, à l'insu des Américains, de la garnison de Kiska.
Pendant l'été, trois croiseurs de la classe Takao ont reçu un renforcement de leur Défense Contre Avions rapprochée avec deux affûts triples supplémentaires de canons antiaériens de 25 mm Type 96 automatiques. Ils ont participé à des transports de troupes entre Truk et Rabaul, pour contrecarrer l'avance américaine dans l'archipel des Salomon, et à l'automne, à des sorties des cuirassés et des porte-avions, en réaction à des raids américains sur Tarawa, Makin, l'île de Wake ou les îles Marshall.
Mais lorsque les U.S. Marines ont débarqué à Bougainville au cap Torokina le 1er novembre (opération Cherryblossom), deux croiseurs lourds de la classe Myōkō, appartenant à la 5e Division de Croiseurs, aux ordres du contre-amiral Ōmori, commandant cette Division, sont sortis de Rabaul le lendemain, accompagnés de deux croiseurs légers et six destroyers, pour attaquer les navires assurant le débarquement. Mais ils ont été tenus en échec à la bataille de la baie de l'Impératrice Augusta par quatre grands croiseurs légers de la classe Cleveland et huit destroyers.
L'amiral Koga qui avait succédé en avril comme Commandant-en-Chef de la Flotte Combinée à l'amiral Yamamoto dont l'avion avait été abattu par des chasseurs P-38, fit faire mouvement de Truk à Rabaul à sept croiseurs lourds (les quatre unités de la 4e Division de Croiseurs, de la classe Takao, et les Suzuya, Mogami et Chikuma), pour une attaque massive du débarquement sur Bougainville. Pour pallier l'absence de cuirassés et de croiseurs lourds susceptibles de contenir cette armada, ceux de l'U.S. Navy étant incorporés à la Ve Flotte du vice-amiral Spruance qui se préparait à attaquer Tarawa (opération Galvanic) dans le Pacifique central, l'amiral Halsey, Commandant le secteur du Pacifique Sud, a alors lancé, contre Rabaul, malgré les formidables défenses de cette base, des raids de l'aviation embarquée, dont le premier, le 5 novembre, de 97 avions depuis les USS Saratoga et Princeton du Task Group 50.4 du contre-amiral Sherman, a endommagé les Takao, Atago et Maya ainsi que le Mogami.

### Dans le Pacifique central et à la bataille pour le golfe de Leyte
Au cours des réparations qui eurent lieu à Yokosuka sur le Takao, et l'Atago, la Défense Contre-Avions rapprochée fut encore renforcée par des affûts simples ou triples de canons antiaériens de 25mm Type 96 automatiques. Sur le Maya, la tourelle de 203 mm no 3 et les quatre tourelles simples de 120 mm à double usage furent remplacées par six tourelles doubles de 127 mm, les huit affûts doubles de 25 mm contre-avions automatiques ont été remplacés par treize affûts triples et neuf affûts simples, et près de quarante mitrailleuses de 13,2 mm. Un radar de veille-surface de type 22 a été installé sur les trois croiseurs.

#### Du bombardement de Truk à la bataille de la mer des Philippines
En février, pour diverses raisons, les croiseurs de la 4e Division n'étaient pas à Truk, lorsque cette importante base de la Marine Impériale japonaise a été violemment bombardée par l'aviation embarquée des porte-avions rapides du vice-amiral Mitscher, le 18 février : le Maya, était toujours en réparations à Yokosuka, le Takao, qui avait quitté fin janvier Yokosuka pour Truk, a été inopinément envoyé escorter un porte-avions qui avait subi une attaque sous-marine, et est revenu début février à Yokosuka, d'où il n'est reparti que le 15 février, le Chōkai, et l'Atago, ainsi que la plupart de grands navires avaient été envoyés dans les Palaos, à titre préventif, sur ordre de l'amiral Koga qui craignait une attaque sur les îles Carolines.

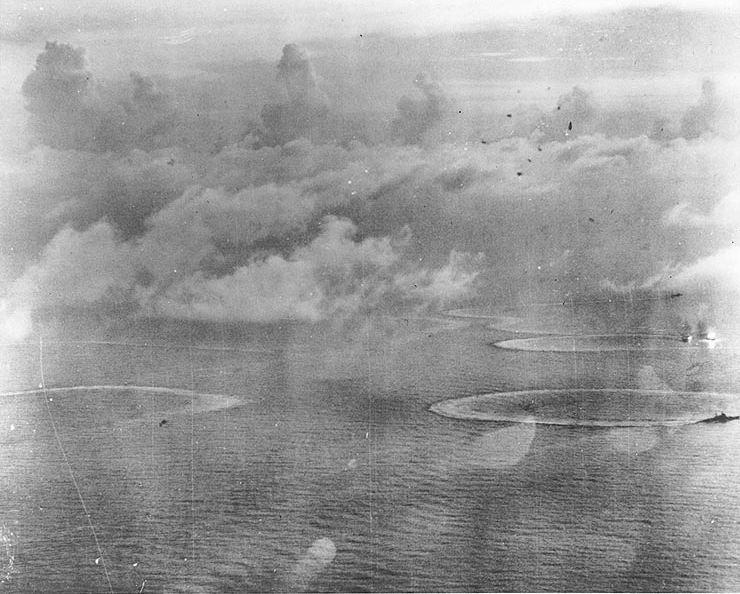
Dans l'après-midi du 20 juillet 1944, le porte-avions léger Chiyoda et un croiseur lourd de la classe Takao (le Maya ou le Chōkai) manœuvrent pour échapper aux bombes américaines

En mars 1944, la 4e Division de Croiseurs est rattachée à la 1re Flotte Mobile du vice-amiral Ozawa, à la suite de la modification de l'organisation des forces navales japonaises mise en place par l'amiral Koga. De conserve avec deux croiseurs de la 5e Division de Croiseurs (le Myōkō et le Haguro), elle a donc rejoint d'abord le mouillage des îles Lingga, près de Singapour, puis en mai, le mouillage de Tawi-Tawi, au sud des Philippines. Lorsqu'il est apparu, en juin, au stade des bombardements préparatoires, que les îles Mariannes seraient la cible de l'offensive américaine (Opération Forager) et non les îles Carolines, l'amiral Toyoda, qui avait remplacé l'amiral Koga après que l'hydravion de ce dernier eut disparu, a lancé le Plan A-Go pour la défense des îles Mariannes. La 1re Flotte Mobile a appareillé le 13 juin, la 4e Division de Croiseurs faisant partie de la Force d'Avant-Garde, aux ordres du vice-amiral Kurita, qui avait sa marque sur l'Atago. La Force d'Avant-Garde a rassemblé finalement trois porte-avions légers, quatre cuirassés et sept croiseurs. Le 15, la 1re Flotte Mobile a débouché par le détroit de San-Bernardino dans la mer des Philippines, cap sur Saïpan, où commençait le débarquement américain.
Au cours de la bataille de la mer des Philippines, les 19 et 20 juin, les aviateurs de la Ve Flotte US qui avaient déjà très fortement affaibli l'aviation japonaise basée à terre, ont d'abord livré un combat défensif, extraordinairement efficace, contre l'aviation embarquée, puis, alors seulement, ont attaqué les porte-avions rescapés des attaques, elles aussi terriblement dangereuses, des sous-marins de l'U.S. Navy, qui avaient coulé deux des trois grands porte-avions japonais engagés. Le porte-avions Hiyō a été ainsi coulé par les avions de l'USS Belleau Wood. N'ayant, malgré des pertes considérables en pilotes et en appareils, pas réussi à détruire la Task Force 58 qui assurait la couverture éloignée des forces amphibies américaines, le vice-amiral Ozawa s'est retiré, sans être poursuivi, vers Okinawa puis Kure.

#### L'embuscade américaine dans le passage de Palawan

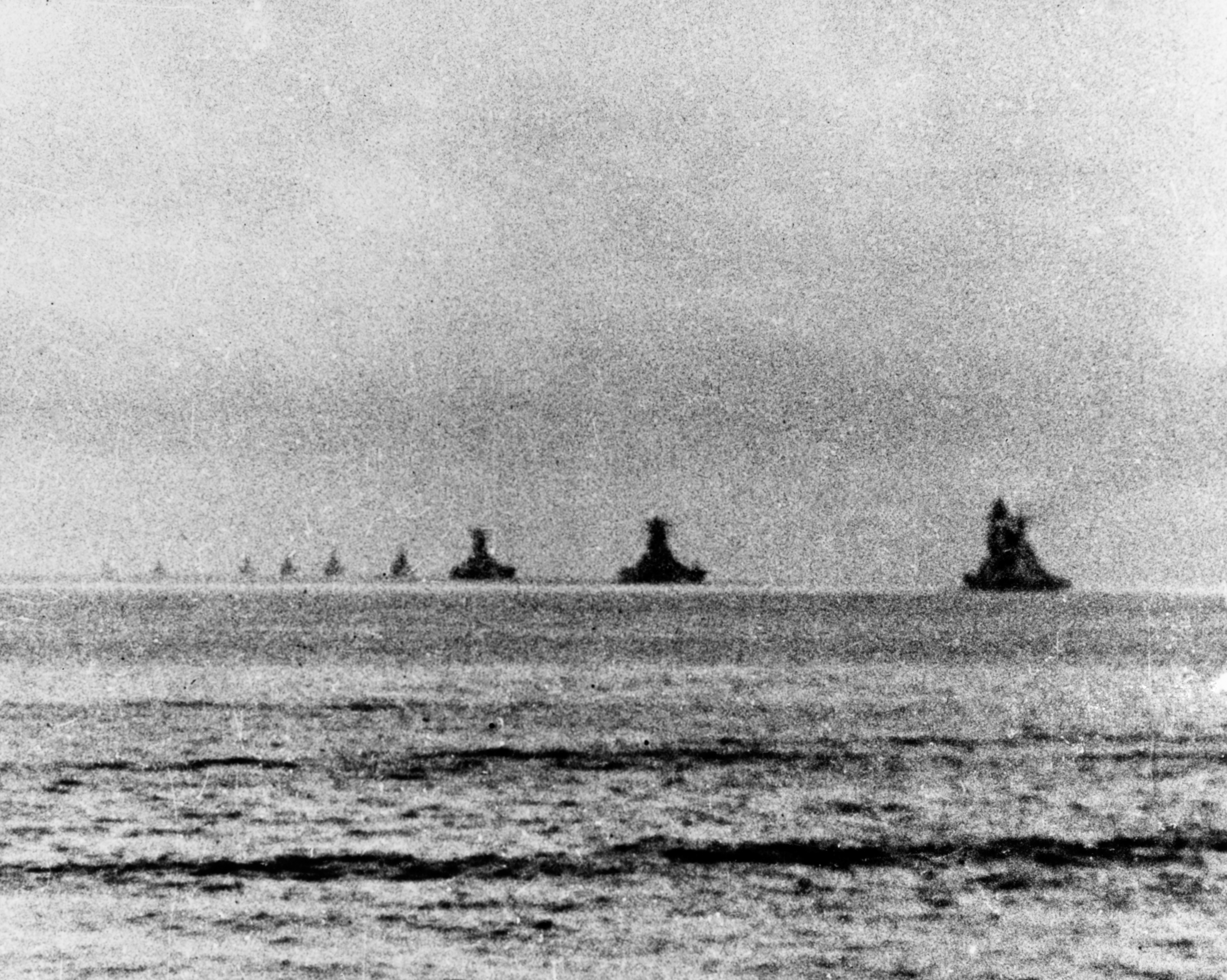
Suivis des cuirassés Yamato, Musashi et Nagato et suivant le Myōkō et le Haguro, les quatre croiseurs de la classe Takao quittent Brunei, le 22 octobre 1944

En juillet, à Kure, les croiseurs de la 4eDivision ont eu une fois encore un renforcement de leur Défense Contre Avions rapprochée. L'Atago, et le Takao, ont reçu quatre affûts triples et 22 affûts simples de canons antiaériens de 25 mm Type 96 automatiques et des radars de veille aérienne de type 13, le Maya a reçu 18 affûts simples de 25 mm AA, le Chōkai 12 affûts simples de 25 mm AA et des radars de veille-surface de type 22 et de veille aérienne de type 13. Tous ont ensuite rejoint le mouillage de îles Lingga. Lorsqu'en septembre-octobre, les bombardements américains ont montré que l'attaque des Philippines était imminente, le Plan Sho-Go de défense des Philippines a été déclenché, et le 18 octobre, la 4e Division de Croiseurs a appareillé du mouillage des îles Lingga, au sein de la Force d'Attaque de Diversion no 1 du vice-amiral Kurita, dont la marque flottait sur l'Atago. Elle a fait escale en baie de Brunei à Borneo, du 20 au 22, puis est repartie pour gagner la mer de Sibuyan et franchir le détroit de San-Bernardino, contourner l'île de Samar par le nord et l'est et attaquer, dans le golfe de Leyte, les forces américaines qui y avaient débarqué le 20 octobre.
Mais dans la nuit du 22 au 23 octobre, la Force du vice-amiral Kurita a été repérée par deux sous-marins américains, les USS Darter et Dace, le long de la côte ouest de Palawan. Le 23 octobre, vers 5 h 30, l'USS Darter a touché l'Atago, de quatre torpilles. Le croiseur a coulé en vingt minutes, les rescapés, parmi lesquels le vice-amiral Kurita, ont été repêchés par deux destroyers. Le commandement de la Force d'Attaque de Diversion no 1 est passé momentanément au vice-amiral Ugaki, commandant la 1re Division de Cuirassés, qui avait sa marque sur le Yamato, jusqu'à ce que le vice-amiral Kurita eût pu prendre pied sur le cuirassé géant. Au moment où l'Atago, a coulé, l'USS Dace a touché le Maya de quatre torpilles et l'a coulé. Les rescapés du Maya d'abord récupérés par un destroyer, ont ensuite été transférés sur le Musashi, qui aura été coulé le lendemain. À 6 h 30, l'USS Darter a réitéré et a touché de deux torpilles le Takao qui a été immobilisé. En manœuvrant pour essayer de l'achever, l'USS Darter s'est échoué sur un haut-fond mal signalé et a dû être abandonné, son équipage étant récupéré par l'USS Dace. Pris en remorque, le Takao a pu regagner Brunei, puis Singapour,.

#### À la bataille au large de Samar
Le Chōkai resté le seul croiseur opérationnel de la 4e Division de Croiseurs, a été rattaché à la 5e Division. Il n'a reçu aucun dommage au cours de la bataille de la mer de Sibuyan, le lendemain 24 octobre.
Le 25 au matin, au large de Samar, il a participé à l'attaque au canon de six porte-avions d'escorte de la VIIe Flotte, par les quatre cuirassés et les six croiseurs dont disposait encore le vice-amiral Kurita, alors que les porte-avions et cuirassés rapides de la IIIe Flotte de l'amiral Halsey étaient, à plus de deux cents nautiques plus au nord, à la poursuite des porte-avions du vice-amiral Ozawa qui ne portaient qu'un peu plus de cent avions. Mais la réaction des destroyers d'escorte des porte-avions attaqués a été particulièrement pugnace, comme l'a été celle des porte-avions d'escorte de la VIIe Flotte. Trois croiseurs japonais ont été coulés et un quatrième a dû se retirer. En ce qui concerne le Chokai, le destroyer d'escorte USS Samuel B. Roberts réussit à le toucher d'une torpille à l'avant et l'a endommagé avec ses canons de 127 mm, comme l'a fait également le porte-avions White Plains, endommageant les plates formes lance-torpilles installées sur le pont principal. L'aviation embarquée des porte-avions d'escorte de la VIIe Flotte, notamment de l'USS Kitkun Bay, l'a immobilisé. Finalement le destroyer Fujinami, après en avoir recueilli l'équipage, l'a sabordé dans la soirée du 25 octobre. Mais il n'y a eu aucun rescapé lorsque le Fujinami a été coulé à son tour, le 27 octobre après une attaque de l'aviation embarquée américaine,.
À Singapour, l'arsenal, lourdement bombardé en février, n'a plus eu les moyens de réparer le Takao, qui n'a servi que de batterie portuaire de lutte antiaérienne. Les Britanniques lorsqu'ils se sont préparés à attaquer Singapour, ont craint que le Takao, et le Myōkō, qui y étaient immobilisés, fussent utilisés comme batteries flottantes de 203 mm. Aussi, le 31 juillet 1945, une attaque a été effectuée avec des sous-marins de poche de Classe XE de la Royal Navy, qui ont gravement endommagé le Takao. Après la reddition de Singapour aux Britanniques en septembre 1945, il a fini comme cible pour le croiseur HMS Newfoundland, dans le Détroit de Malacca fin octobre 1946.